# Колонна (построение)

Стрелковое подразделение РККА на марше, в походном строю, в колонне по четыре, 1920 год.

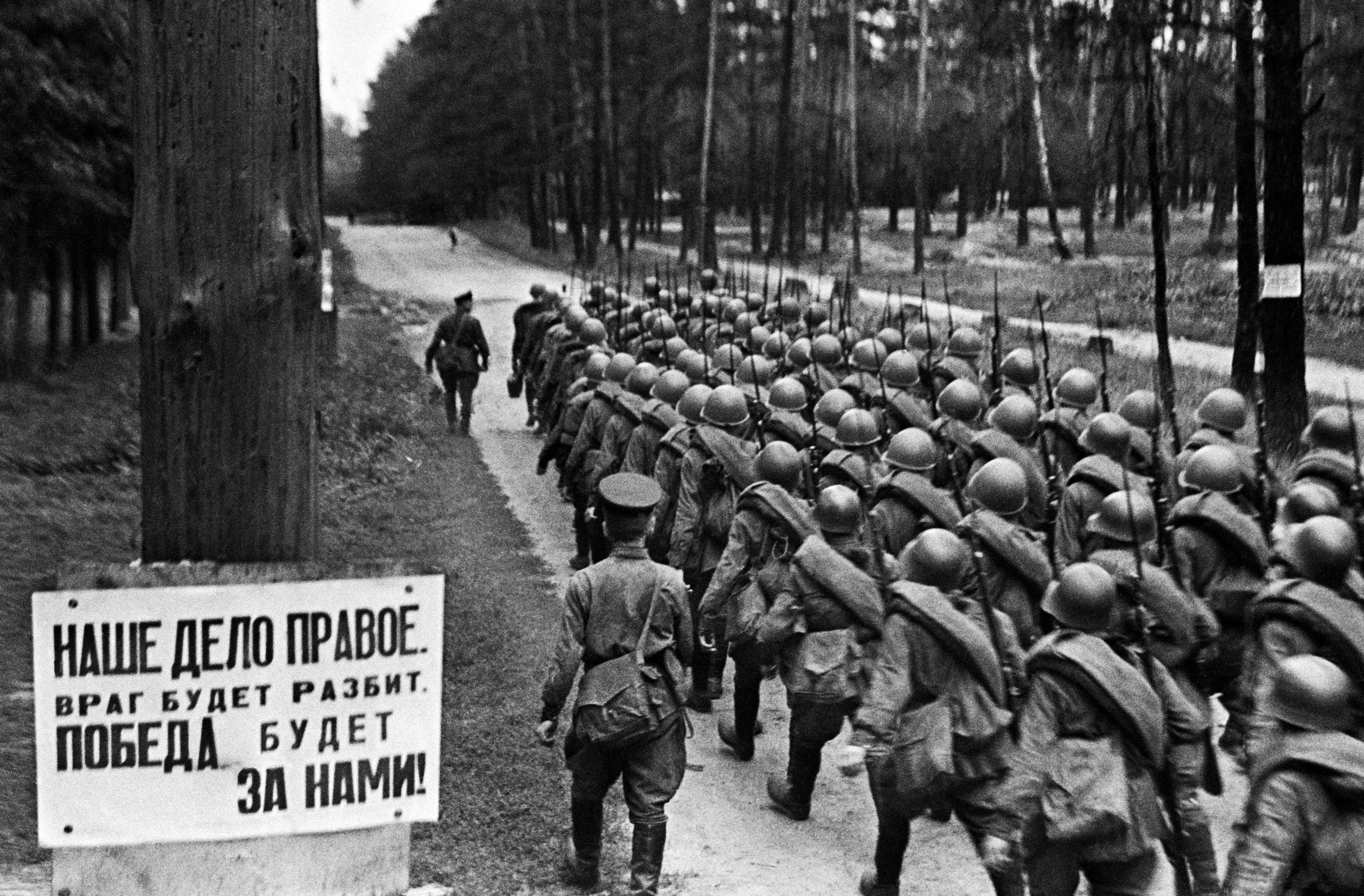
Мобилизация. Колонна бойцов движется на фронт. Фото А. С. Гаранина, 23 июня 1941 года.

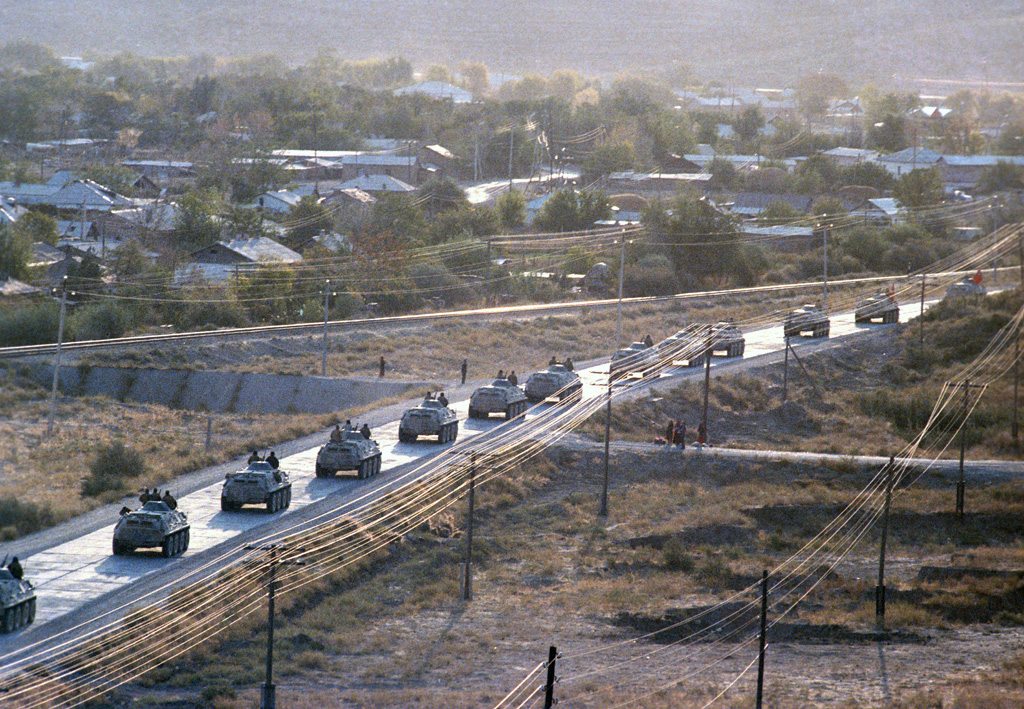
Колонна бронетранспортёров походного строя, ОКСВА.

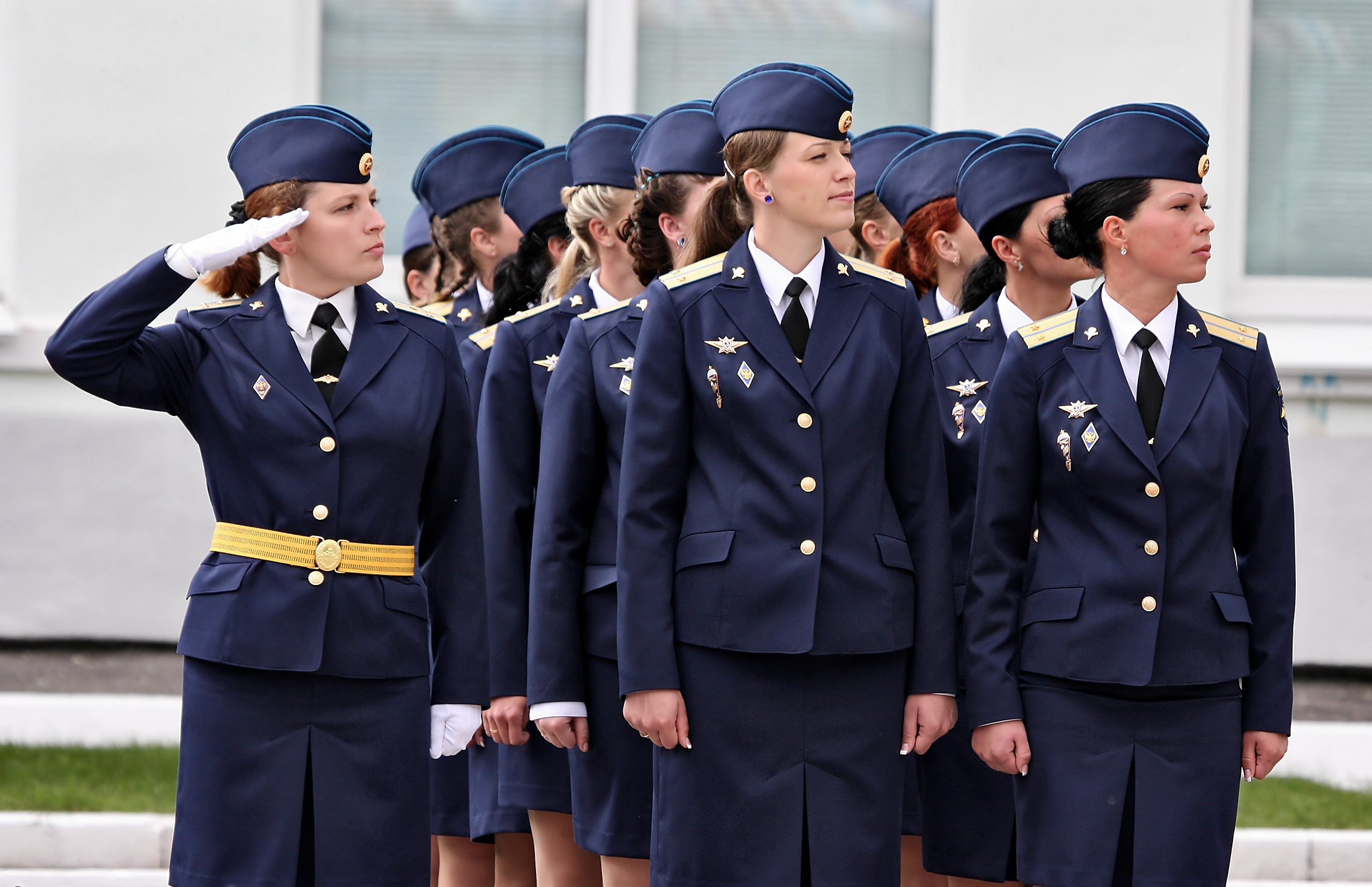
Построение в колонну по два, выпуска первого набора военнослужащих-женщин (лейтенантов) РВВДКУ, 2013 год.

Коло́нна — тип строя (построения), при котором участники выстраиваются один за другим вслед за «головой» колонны.

## История
Построение в колонне может быть в один или несколько рядов. Также используется для транспортных средств.

Колонна — строй, в котором военнослужащие расположены в затылок друг другу, а подразделения (машины) — одно за другим на дистанциях, установленных Уставом или командиром.

Колонны могут быть по одному, по два, по три, по четыре и более.

Колонны применяются для построения подразделений и частей в развёрнутый или походный строй.— Строевой устав Вооружённых Сил Российской Федерации (ВС России)
Колонна является одним из самых простых и древнейших видов строя (построения). Основным преимуществом этого строя (построения) является простота маневрирования на достаточной скорости. Но при этом колонны очень уязвимы при фронтальных и фланговых атаках.

«Командуя одними казаками. Мы жужжали вокруг сменявшихся колонн неприятельских, у коих отбивали отстававшие обозы и орудия, иногда отрывали рассыпанные  или растянутые по дороге взводы, но колоны оставались невредимыми… Колоны валили одна за другою, отгоняя нас ружейными выстрелами, и смеялись над нашим вокруг них безуспешным рыцарством»— Командир партизанского отряда Д. В. Давыдов.
В Русской армии ВС России имперского периода допускалась в качестве неуставного построения Полуротная колонна — построение роты, в котором полуроты стояли одна за другой на дистанции в 5 шагов.

## Элементы

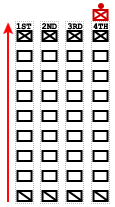
Взвод построенный в колонну по четыре, англосаксонское обозначение (условные знаки NATO).

- Голова колонны
- Ряд
- Глубина колонны
- Ширина колонны
- и так далее.

## Типы
Колонны разделяются (различаются):
- от величины фронта военнослужащих, подразделений и частей, их составляющих (например, колонна рядами, по отделениям, взводная, двухвзводная[5], по одному, по два, по три, по шести, эскадронная, орудийная, в одну повозку и тому подобное);
- от дистанции между военнослужащими, подразделениями и частями (например, колонна сомкнутая и колонна разомкнутая);
- по величине (типу) и роду войскового (силового) формирования, составляющей всю  колонну (например, колонна ротная, батальонная, стрелковая, танковая, обозная, автомобильная и тому подобное);
- в зависимости от того, какая из частей развёрнутого фронта находится в голове (например, колонна справа, слева, из середины);
- в тактическом отношении колонны подразделяются на походные и боевые.